# Pierre Lieutaghi
Pierre Lieutaghi, né le 21 septembre 1939 à Quimper (Finistère) et mort le 14 novembre 2023 à Manosque, est un écrivain et ethnobotaniste français.

## Biographie
Autodidacte, Pierre Lieutaghi publie, en 1966, son premier ouvrage Le Livre des bonnes herbes entre  botanique et usage séculaire des plantes médicinales, fondateur du renouveau de l'herboristerie en France, à partir des années 1980. 
En 1971, la société botanique de France lui remet le prix du conseil. 
Attaché au Muséum national d'histoire naturelle de Paris depuis 1966, il est l'auteur d'une quinzaine de livres et de nombreux articles où sont abordés les aspects majeurs des relations plantes/sociétés dans nos pays, dans l’histoire comme de nos jours. Il s’intéresse aux modalités de constitution et à l’évolution des connaissances de tradition orale associées au végétal.
L’analyse des relations « diversité des milieux végétaux/culture homogène », ou « cultures distinctes/milieu homogène », fonde « l’écologie des savoirs ». Concepteur des jardins ethnobotaniques associés au musée ethnologique départemental de Salagon à Mane (Alpes-de-Haute-Provence), il codirige dans le même lieu depuis 2001 un séminaire ouvert à l’ethnobotanique. 
En marge de la recherche, il poursuit un travail d’écriture : fiction, textes associés à l’image.
Pierre Lieutaghi meurt le 14 novembre 2023 à Manosque, où il demeurait depuis 1965.

## Œuvres
- Le Livre des bonnes herbes. Première édition : éditions Robert Morel, Mane, 1966. — Dernière édition : éditions Actes Sud, Arles, 1996, 517p.  (ISBN 9782742709533).
- Le Livre des arbres, arbustes et arbrisseaux (texte et illustrations de Pierre Lieutaghi). Première édition : éditions Robert Morel, coll. « Collection d'arts et traditions populaires », Mane, 1969, 1386 p. en 2 volumes, (BNF 35221646). — Dernière édition : éditions Actes Sud, Arles, 2004, 1322 p.,  (ISBN 2-7427-4778-8), (BNF 39260625).
- L'environnement végétal : flore, végétation et civilisation, éditions Delachaux et Niestlé, coll. « Les beautés de la nature », Neuchâtel et Paris, 1972, 317 p., [pas d'ISBN], (BNF 35388560).
- Les Simples entre nature et société : histoire naturelle et thérapeutique, traditionnelle et actuelle, des plantes médicinales françaises (avec la collaboration de Gil Garcin), éditions de l'Association Études populaires et initiatives, Mane, 1983, 159 p.,  (ISBN 2-904639-00-4), (BNF 34758215).
- L'Herbe qui renouvelle : un aspect de la médecine traditionnelle en Haute-Provence (avec une préface de Marc Piault), éditions de la Maison des sciences de l'homme, coll. « Ethnologie de la France » no 6, Paris, 1986, XLI-374 p.,  (ISBN 2-7351-0181-9), (BNF 34909822).
- Renaissance d'un monument, naissance d'un jardin : prieuré de Salagon, Alpes-de-Haute-Provence : fascicule 1 : Au jardin de Salagon, les plantes rencontrent l'homme, coédition Les Alpes de lumière (Mane) et Études populaires et initiatives (Saint-Michel-l'Observatoire), 1988, 39 p.,  (ISBN 2-906162-05-1), (BNF 36666958).
- Le Livre des simples médecines. Un printemps de la pensée médiévale du corps et de la nature, éditions Vilo, Paris, 1990.
- Jardin des savoirs, jardin d'histoire ; suivi d'un Glossaire des plantes médiévales, éditions Les Alpes de lumière, Mane, 1992[6], 148 p.,  (ISBN 2-906162-18-3), (BNF 35594879).
- La Plante compagne : pratique et imaginaire de la flore sauvage en Europe occidentale, éditions Actes Sud, Arles, 1998 (nouvelle édition ; la première étant probablement de 1991, volume 28 de Série documentaire des Conservatoire et Jardin Botaniques de Genève, 219 p.), 299 p.,  (ISBN 2-7427-1066-3), (BNF 36983760).
- L’Arbre qui cache la forêt mère, Chênes et chênaies dans l’histoire des croyances et des cultes, revue Conférence no 9, automne 1999.
- Lisières du temps, texte sur des photographies de Marie Baille prises en forêt de Fontainebleau, éditions Filigranes, 2000.
- Jardins du chêne blanc : chênaie pubescente méridionale, paysages floraux, économie traditionnelle, évolution, coédition éditions Actes Sud (Arles) et Musée départemental ethnologique de Haute-Provence (Mane), 2005, 119 p.,  (ISBN 2-7427-5578-0), (BNF 39991063).
- Petite ethnobotanique méditerranéenne, éditions Actes Sud, Arles, 2006, 334 p.,  (ISBN 978-2-7427-5674-2), (BNF 40116355).
- Badasson & Cie : tradition médicinale et autres usages des plantes en Haute-Provence (enquête ethnobotanique analysée et commentée par Pierre Lieutaghi), éditions Actes Sud, Arles, 2009, 713 p.-32 p. de planches illustrées,  (ISBN 978-2-7427-8192-8), (BNF 41450721).
- Simples mercis - Des ex-voto végétaux. Textes de Pierre Lieutaghi, illustrations de Christine Patry-Morel, édition Thierry Magnier, novembre 2012, 44 pages  (ISBN 978-2-36474-164-5), (BNF 42783890).
- Elio (roman), 480 p., éditions Actes Sud, Arles, 2014, 480 p.,  (ISBN 978-2-330-03019-3).
- Une ethnobotanique méditerranéenne, 578 p., Actes Sud, Arles, 2017  (ISBN 978-2-330-07413-5). 2e édition augmentée de la Petite ethnobotanique méditerranéenne.
- Montée des Eaux, 368 p., Actes Sud, Arles, coll. « Domaine du possible », 2023  (ISBN 978-2-330-17537-5). Sélectionné pour le Prix pour agir 2024[7].

Ouvrages collectifs
- Plantes, sociétés, savoirs, symboles, matériaux pour une ethnobotanique européenne, Actes du séminaire ethnobotanique de Salagon, 1 (année 2001), 179 p., 2003. Sous la direction de Pierre Lieutaghi et Danielle Musset. Musée départemental ethnologique de Salagon, Mane. En 2017, 9 volumes d’Actes avaient été publiés, la plupart consacrés à un seul thème.
- Aux origines des plantes, vol. 2, Des plantes et des hommes. 665 p., Fayard, Paris, 2008. Sous la direction de Francis Hallé et Pierre Lieutaghi.

## Entretien radiophonique
Pierre Lieutaghi a été l’objet, en 2005, d'un portrait-entretien mené par Simone Douek et réalisé par Dominique Costa, diffusé le 18 avril 2005 dans le cadre de l'émission À voix nue, sur la chaîne radiophonique France Culture.